# Sainte-Hélène-Bondeville
Sainte-Hélène-Bondeville è un comune francese di 759 abitanti situato nel dipartimento della Senna Marittima nella regione della Normandia.

## Società

### Evoluzione demografica
Abitanti censiti